# Родинский район
Ро́динский райо́н — административно-территориальное образование (сельский район) и муниципальное образование (муниципальный район) в  Алтайском крае России.
Административный центр — село Родино, расположенное в 320 км от Барнаула.

## География
Район расположен на западе края. Рельеф равнинный (Кулундинская низменность, начало Приобского плато). Добывается — песок, глина.
Площадь — 3118 км².
Климат резко континентальный. Средняя температура января −17,7 °C, июля +20,5 °C. количество атмосферных осадков — 320 мм. На территории района расположены озёра: Тюменцевское, Журавлиное, протекают реки Кучук, Сидоровка. Почвы — южные тёмно-каштановые чернозёмы. Растительность — степное разнотравье, типчаки, ковыль. Обитают лиса, заяц.

## История
Образован в 1924 году.

## Население
| 1959    | 1996    | 1997    | 1998    | 1999    | 2000    | 2001    |
| ------- | ------- | ------- | ------- | ------- | ------- | ------- |
| 30 226  | ↘26 000 | ↗26 200 | ↘26 100 | ↘25 900 | →25 900 | ↘25 800 |
| 2002    | 2003    | 2004    | 2005    | 2006    | 2007    | 2008    |
| ↘25 600 | ↘25 424 | ↘25 197 | ↘24 933 | ↘24 502 | ↘24 236 | ↘23 703 |
| 2009    | 2010    | 2011    | 2012    | 2013    | 2014    | 2015    |
| ↘22 985 | ↘20 719 | ↘20 690 | ↘20 232 | ↘19 672 | ↘19 341 | ↘19 135 |
| 2016    | 2017    | 2018    | 2019    | 2020    | 2021    |         |
| ↘18 917 | ↘18 806 | ↘18 553 | ↘18 170 | ↘17 754 | ↘14 893 |         |

### Национальный состав[16]
| национальность | мужчин | женщин | всего  | %    |
| -------------- | ------ | ------ | ------ | ---- |
| русские        | 9 261  | 10 233 | 19 494 | 76,5 |
| украинцы       | 1 918  | 2 453  | 4 371  | 17,1 |
| немцы          | 444    | 488    | 932    | 3,66 |
| азербайджанцы  | 94     | 64     | 158    | 0,62 |
| белорусы       | 36     | 58     | 94     | 0,37 |
| армяне         | 36     | 26     | 62     | 0,24 |
| казахи         | 33     | 28     | 61     | 0,24 |
| татары         | 27     | 29     | 56     | 0,22 |
| итого:         | 11 975 | 13 507 | 25 482 | 100  |

## Административно-муниципальное устройство
Родинский район с точки зрения административно-территориального устройства края включает 12 административно-территориальных образований — 12 сельсоветов.
Родинский муниципальный район в рамках муниципального устройства включает 12 муниципальных образований со статусом сельских поселений:
| №  | Сельское поселение          | Административный центр | Количество населённых пунктов | Население (чел.) | Площадь (км²) |
| -- | --------------------------- | ---------------------- | ----------------------------- | ---------------- | ------------- |
| 1  | Зелёнолуговской сельсовет   | село Зелёный Луг       | 1                             | ↘481             | 130,82        |
| 2  | Каяушинский сельсовет       | село Каяушка           | 2                             | ↘476             | 202,07        |
| 3  | Кочкинский сельсовет        | село Кочки             | 1                             | ↘785             | 235,62        |
| 4  | Мирненский сельсовет        | посёлок Мирный         | 2                             | ↘1798            | 281,65        |
| 5  | Покровский сельсовет        | село Покровка          | 3                             | ↘827             | 228,62        |
| 6  | Раздольненский сельсовет    | село Раздольное        | 3                             | ↘1049            | 435,56        |
| 7  | Родинский сельсовет         | село Родино            | 1                             | ↘7435            | 344,99        |
| 8  | Степновский сельсовет       | село Степное           | 1                             | ↘1244            | 231,69        |
| 9  | Степно-Кучукский сельсовет  | село Степной Кучук     | 1                             | ↘893             | 227,42        |
| 10 | Центральный сельсовет       | село Центральное       | 3                             | ↘983             | 373,00        |
| 11 | Шаталовский сельсовет       | село Шаталовка         | 1                             | ↘446             | 214,42        |
| 12 | Ярослав-Логовской сельсовет | село Ярославцев Лог    | 1                             | ↘574             | 212,12        |

В 2010 году Раздольненский и Разумовский сельсоветы объединены в Раздольненский сельсовет, а Вознесенский и Центральный сельсоветы объединены в Центральный сельсовет.

### Населённые пункты
В Родинском районе 20 населённых пунктов:
| №  | Населённый пункт | Тип     | Население | Сельское поселение          |
| -- | ---------------- | ------- | --------- | --------------------------- |
| 1  | Вознесенка       | село    | ↘394      | Центральный сельсовет       |
| 2  | Вячеславка       | посёлок | ↘190      | Покровский сельсовет        |
| 3  | Зелёная Дубрава  | посёлок | ↘264      | Каяушинский сельсовет       |
| 4  | Зелёный Луг      | село    | ↘481      | Зелёнолуговской сельсовет   |
| 5  | Каяушка          | село    | ↘424      | Каяушинский сельсовет       |
| 6  | Кочки            | село    | ↘785      | Кочкинский сельсовет        |
| 7  | Красный Алтай    | посёлок | ↘416      | Центральный сельсовет       |
| 8  | Мирный           | посёлок | ↘1552     | Мирненский сельсовет        |
| 9  | Новотроицк       | посёлок | ↘321      | Мирненский сельсовет        |
| 10 | Покровка         | село    | ↘806      | Покровский сельсовет        |
| 11 | Раздольное       | село    | ↘835      | Раздольненский сельсовет    |
| 12 | Разумовка        | село    | ↘329      | Раздольненский сельсовет    |
| 13 | Родино           | село    | ↘7435     | Родинский сельсовет         |
| 14 | Степное          | село    | ↘1244     | Степновский сельсовет       |
| 15 | Степной Кучук    | село    | ↘893      | Степно-Кучукский сельсовет  |
| 16 | Тизек            | посёлок | ↘104      | Раздольненский сельсовет    |
| 17 | Центральное      | село    | ↘524      | Центральный сельсовет       |
| 18 | Шаталовка        | село    | ↘446      | Шаталовский сельсовет       |
| 19 | Шубинка          | посёлок | ↗25       | Покровский сельсовет        |
| 20 | Ярославцев Лог   | село    | ↘574      | Ярослав-Логовской сельсовет |

## Экономика
Основное направление экономики — сельское хозяйство. Развито производство зерна, молока, мяса. На территории района находятся предприятия по переработке сельхозпродукции: мельница, цеха по производству мясных изделий (индивидуального предпринимателя и ООО), а также обслуживающие, автотранспортное (автостанция филиал Барнаульского автовокзала), строительные, торговые и бытовые предприятия.

## Транспорт
По территории района проходит автомобильная трасса Р371 «Алейск — Родино — Кулунда — Павлодар».

## Люди, связанные с районом
- Зотов, Пётр Николаевич (1925—1945) — участник Великой Отечественной войны, погиб, закрыв своим телом вражескую амбразуру
- Коробкин, Иван Петрович (1921, село Родино — 1944) — участник Великой Отечественной войны, Герой Советского Союза
- Мошляк, Иван Никонович (1907—1981) — советский военный деятель, генерал-майор. Герой Советского Союза